# ویکی‌پدیای تاتاری
ویکی‌پدیای تاتاری نسخهٔ تاتاری وب‌گاه ویکی‌پدیا است که در سپتامبر ۲۰۰۳ ایجاد شده‌است. ویکی‌پدیای تاتاری در ۱۹ فوریهٔ ۲۰۱۸ با ۷۶٬۱۸۴ مقاله، در ردهٔ شصت‌ونهم ویکی‌پدیاها قرار داشت.